# 2060 Chiron
2060 Chiron desemnat și ca 95P/Chiron, este un asteroid cometar de tip « centaur », un corp înghețat cu diametrul de 166 km, care orbitează Soarele între Saturn și Uranus. 

## Istorie
Chiron a fost descoperit de Charles T. Kowal, la 18 octombrie 1977, cu ajutorul telescopului, cu oglinda principală de 1,2 metri, al Observatorului Palomar din California, primind provizoriu denumirea de 1977 UB. De fapt, acest corp ceresc fusese fotografiat deja, pentru prima oară, pentru atlasul ceresc Harvard (Cambridge, Massachussetts), la 24 aprilie 1895. Mai întâi fusese considerat drept un asteroid, dar acesta aflându-se în cel mai îndepărtat loc de pe orbită. Totuși Kowal nu a înlăturat posibilitatea ca obiectul să fie o cometă și a propus, în 1978, să fie denumit „Chiron”, dualitatea om/cal al animalului mitic centaur trimițând la posibilitatea unei posibile naturi asteroid/cometă a corpului ceresc.
În 1988 s-a măsurat o creștere neașteptastă a luminozității lui Chiron cu aproape o magnitudine, fapt care este un comportament tipic cometar. În 1989 i-au fost observate o coamă și o coadă, acestea indicând faptul că Chiron era, realmente, o cometă. Însă cu un diametru de 166 km, Chiron este cu mult mai mare decât orice altă cometă cunoscută. Se continuă, prin urmare, clasarea lui Chiron atât în rândul asteroizilor (2060 Chiron) cât și în cel al cometelor (95P/Chiron).

## Caracteristici

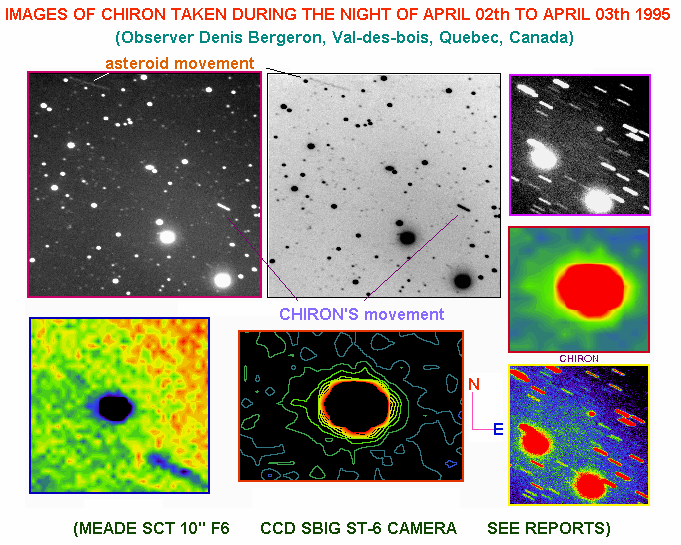
Chiron, la 3 aprilie 1995.

Chiron este acum clasat ca fiind un Centaur, primul dintr-o categorie de obiecte care orbitează printre planetele exterioare. Centaurii nu au orbite stabile pe mai multe sute de mii de ani, iar Chiron, a cărui orbită nu poate fi determinată și trasată  cu precizie pe mai mult 2.000 de ani, este, cel mai adesea, considerat drept un obiect originar din Centura Kuiper, fiind plasat pe o orbită mai interioară ca urmare a perturbațiilor gravitaționale. De fapt, după analizarea materialelor care sublimează la suprafața lui Chiron, se estimează că acestea vor fi complet vaporizate în câteva milioane de ani, dacă Chiron se va menține pe orbita actuală, indicând că provine de mult mai de departe și că nu este de origine asteroidală. În plus, Chiron are o talie similară cu aceea a obiectelor din Centura Kuiper, care au fost descoperite.
În 1998 diametrul său a fost estimat la 166 km.
Este posibil ca orbita lui Chiron să intre în rezonanță în raport de 2:1 (cu Saturn  sau Uranus ?) în următorii 10.000 de ani. Este posibil ca Chiron să devină o cometă cu perioadă scurtă. 
| Orbita lui Chiron Orbita lui Chiron cu cele ale planetelor Jupiter, Saturn, Uranus și Neptun. | O orbită haotică Orbita instabilă și haotică a asteroidului Chiron este reprezentată într-un Sistem de referință în rotație. Saturn este staționar pe 135°, iar orbita lui Jupiter este în albastru. |

## Inele
Posibila existență a unui sistem de două inele a fost anunțată la 26 ianuarie 2015, în urma reanalizării mai multor ocultații a unei stele de către Chiron. Ideea acestei reanalizări are ca origine anunțul de la începutul anului 2014 privitor la descoperirea unui sistem de inele în jurul centaurului 10199 Chariklo și similitudinea evenimentelor observate în cele două cazuri. 2060 Chiron, al doilea, ca mărime, centaur cunoscut, devine astfel a doua planetă minoră și în același timp al doilea centaur, după 10199 Chariklo, cel mai mare centaur cunoscut, în jurul căruia au fost detectate inele.
Chiron ar fi astfel cel mai mic corp ceresc cunoscut având inele.